# Arnošt Leopold Salmsko-Neuburský
Arnošt Leopold Ignác Salmsko-Neuburský (německy Ernst Leopold Ignaz Graf von Salm und Neuburg; 1683 – 1. ledna 1722 Olomouc) byl moravský šlechtic z rodu Salmů, patřil k linii Salm-Neuburg a vlastnil několik panství na Moravě (Tovačov).

## Život

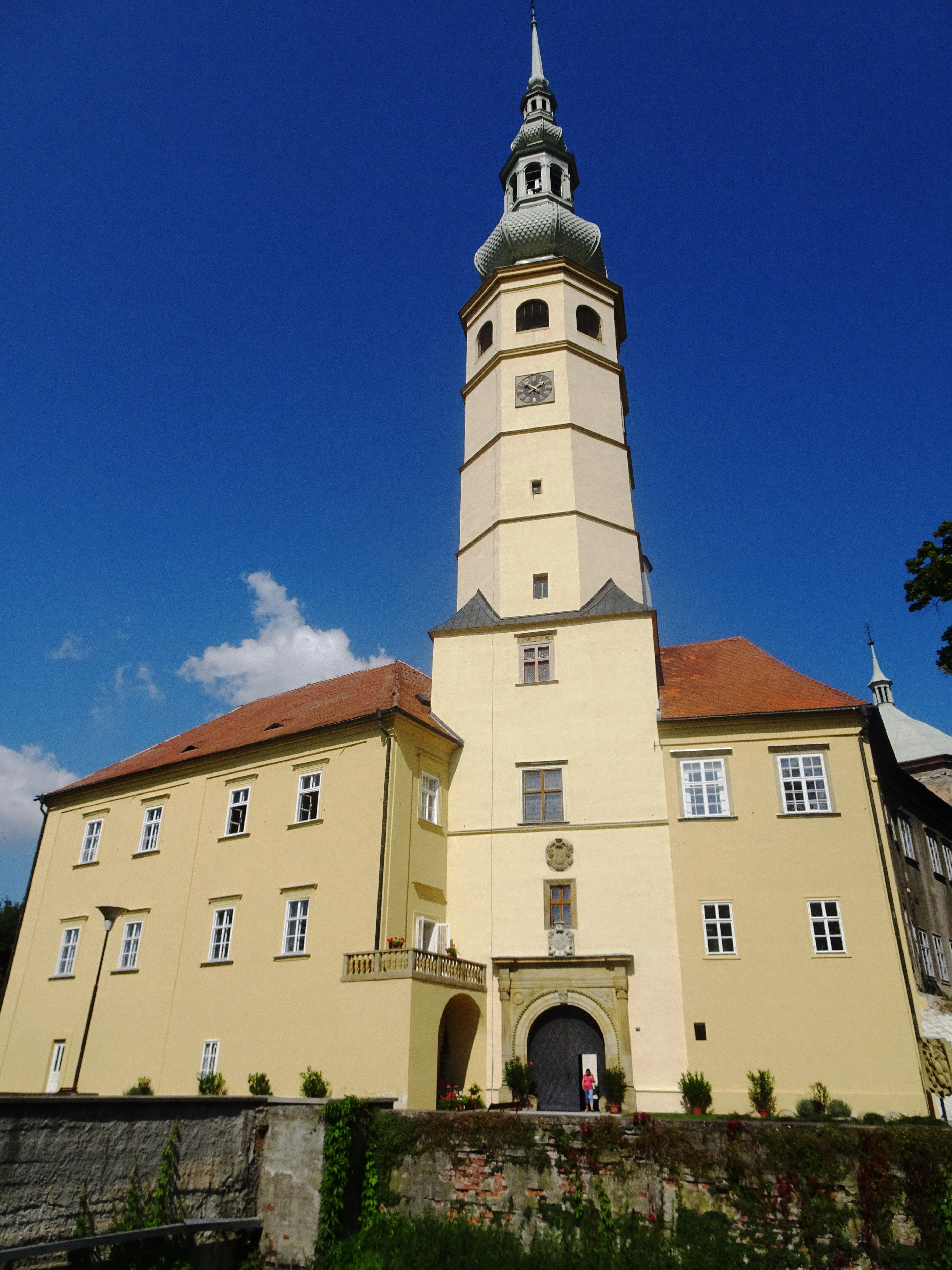
Zámek Tovačov, hlavní sídlo Salm-Neuburgů v letech 1600–1714

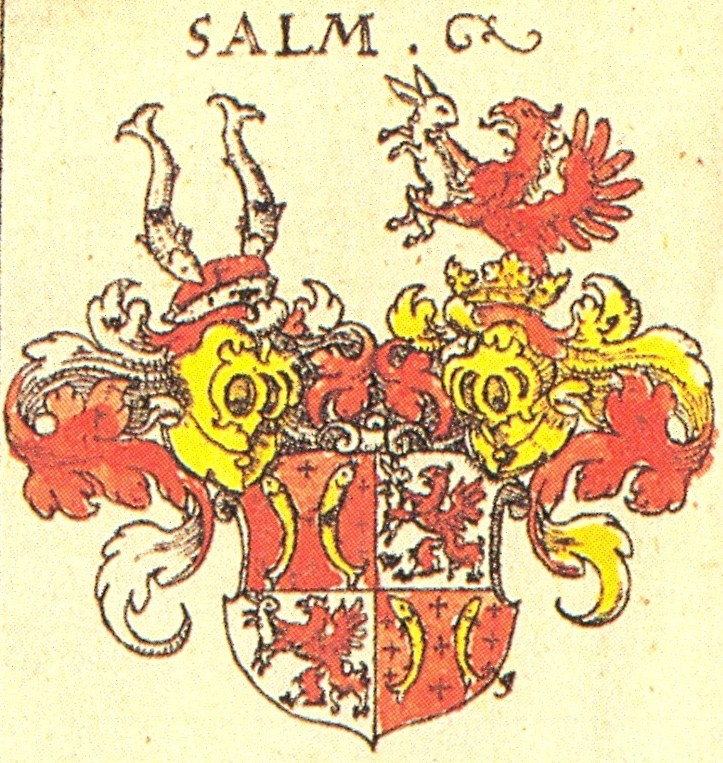
Erb hrabat ze Salm-Neuburgu podle Siebmachera z roku 1605

Narodil se jako syn hraběte Františka Leopolda ze Salm-Neuburgu (1648–1702) a jeho manželky Marie Herzenlaut Schifferové (1653–1711), dcery Rudolfa Schiffera, barona z Freilingu a Daxbergu a jeho manželky Sabiny Blahrer z Wartensee.
Zastával hodnost císařského komořího.
Arnošt Leopold Ignác Salmsko-Neuburský zemřel 1. ledna 1722 v Olomouci.

### Manželství a rodina
Arnošt Leopold se v roce 1705 oženil s hraběnkou Marií Františkou z Lichtenštejna-Kastelkornu (1685 – 6. listopadu 1754), sestrou pozdějšího olomouckého biskupa Jakuba Arnošta z Lichtenštejna-Castelcornu. Z jejich manželství se narodili dva synové:
- 1. Karel Otto ze Salm-Neuburgu (14. května 1709 – 8. prosince 1766 Vídeň), byl třikrát ženatý – poprvé od roku 1737 s hraběnkou Marií Antonií Wengerovou (1721 – 18. července 1744), podruhé od roku 1746 s hraběnkou Marií Annou Eleonorou Zárubovou z Hustířan († 1753) a potřetí od roku 1755 s hraběnkou Marií Ernestinou Pruskovskou z Pruskova (1722–1806).
- 2. Ludvík Jan ze Salm-Neuburgu († 1758), v roce 1754 se oženil se svobodnou paní Marií Vilelmínou Schirndingerovou ze Schirndingu (1733–1803)

### Majetkové poměry

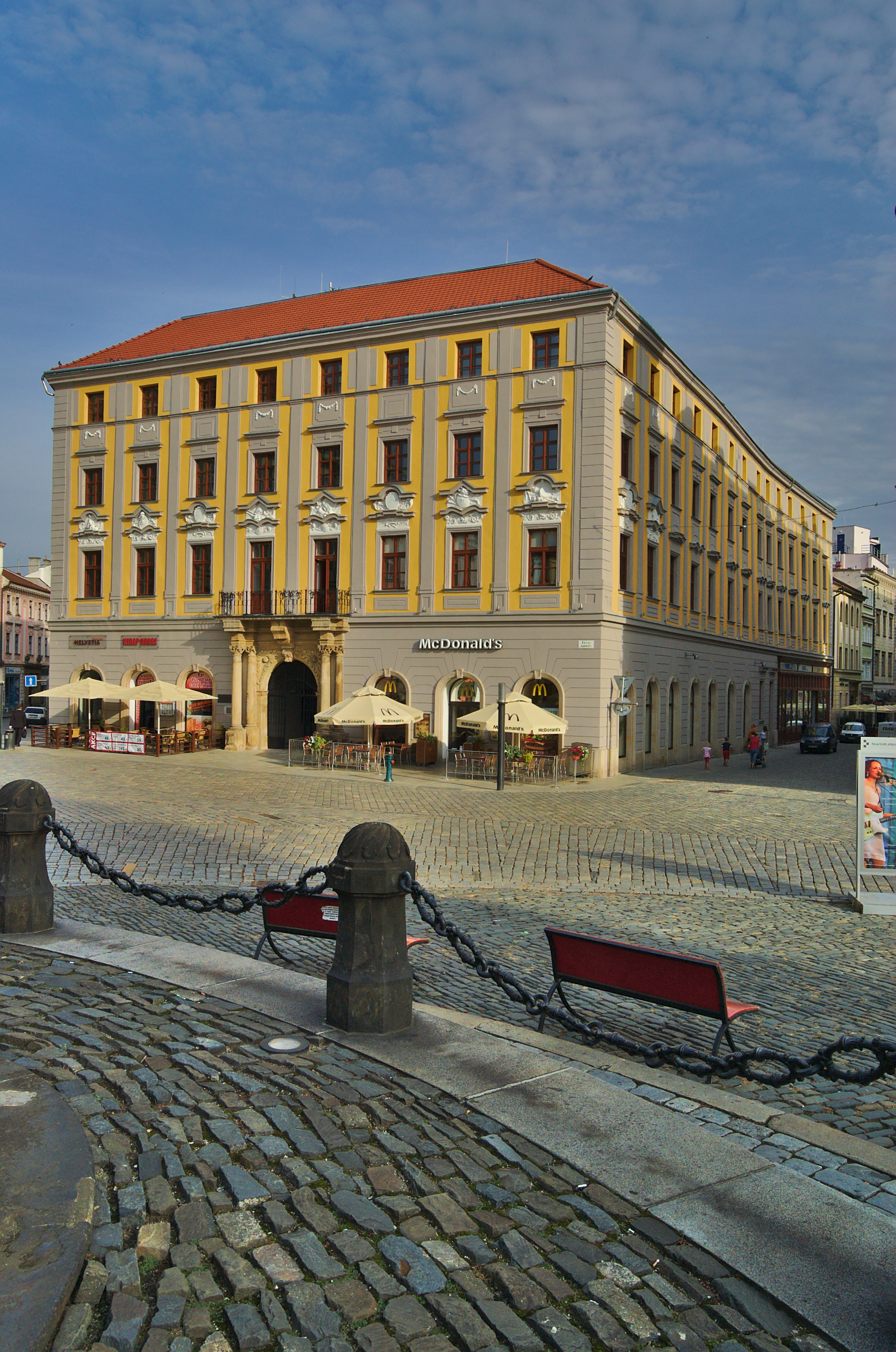
Salmův palác na Horním náměstí v Olomouci

Po strýci Ferdinandu Juliovi zdědil v roce 1697 panství Tovačov, Kojetín a Kralice na Hané, po dobu Arnoštovy nezletilosti spravoval majetek otec František Leopold. S Kojetínem byl spojen dlouholetý soudní spor s pražským arcibiskupstvím, které si jako bývalý majitel panství nárokovalo ochranu nad městem. Rozhodnutím soudu z roku 1699 byl Kojetín přiřknut pražskému arcibiskupství, k faktickému předání panství ale došlo až v roce 1720. Panství Tovačov se na základě závěti Ferdinanda Julia mělo stát fideikomisem, zřízení svěřenství ale nebylo schváleno císařem a Tovačov zůstal alodním statkem s možností volného nakládání. V roce 1707 prodal Arnošt Leopold panství Kralice, které za 142 000 zlatých koupili Rottalové. Pro Tovačov vydal v roce 1712 nový městský řád, ale nakonec i tento majetek v roce 1715 prodal. K panství tehdy patřilo město Tovačov, patnáct vesnic a za částku 630 000 zlatých koupili tento komplex Petřvaldští z Petřvaldu. Arnošt Leopold krátce před definitivní ztrátou Kojetína (1720) koupil v roce 1719 panství Velké Opatovice (od Věžníků za 94 000 zlatých). Manželka a syn Karel Otto později k tomuto panství přikupovali další statky (Jevíčko, Jaroměřice).
V Olomouci byl sídlem rodu Salmův palác na Horním náměstí, kde také Arnošt Leopold zemřel. Palác byl poškozen při požáru města v roce 1709 a až v letech 1727–1728 byl přestavěn z iniciativy Arnoštovy vdovy Marie Františky.